# ديف كيرشاو
ديف كيرشاو (بالإنجليزية: Dave Kershaw)‏ هو لاعب كاراتيه بريطاني، ولد في 18 أكتوبر 1955 في غريمسبي ‏ في المملكة المتحدة.